# Reprezentacja Kolumbii w piłce siatkowej kobiet
Reprezentacja Kolumbii w piłce siatkowej kobiet to narodowa reprezentacja tego kraju, reprezentująca go na arenie międzynarodowej.

## Sukcesy
Mistrzostwa Ameryki Południowej:
- 2. miejsce – 2017, 2019, 2021
- 3. miejsce – 1991, 2015, 2023[1]

Puchar Panamerykański:
- 2. miejsce – 2022
- 3. miejsce – 2019, 2024[2]

Igrzyska Panamerykańskie:
- 2. miejsce – 2019

## Udział i miejsca w imprezach

### Mistrzostwa Ameryki Południowej
| Rok  | Kraj      | Miejsce      |
| ---- | --------- | ------------ |
| 1951 | Brazylia  | brak udziału |
| 1956 | Urugwaj   | brak udziału |
| 1958 | Brazylia  | brak udziału |
| 1961 | Peru      | brak udziału |
| 1962 | Chile     | brak udziału |
| 1964 | Argentyna | brak udziału |
| 1967 | Brazylia  | brak udziału |
| 1969 | Wenezuela | 6. miejsce   |
| 1971 | Urugwaj   | 7. miejsce   |
| 1973 | Kolumbia  | 7. miejsce   |
| 1975 | Paragwaj  | brak udziału |
| 1977 | Peru      | brak udziału |
| 1979 | Argentyna | brak udziału |
| 1981 | Brazylia  | brak udziału |
| 1983 | Brazylia  | 5. miejsce   |
| 1985 | Wenezuela | brak udziału |
| 1987 | Urugwaj   | brak udziału |
| 1989 | Brazylia  | brak udziału |
| 1991 | Brazylia  | 3. miejsce   |
| 1993 | Peru      | 4. miejsce   |
| 1995 | Brazylia  | 5. miejsce   |
| 1997 | Peru      | 6. miejsce   |
| 1999 | Wenezuela | brak udziału |
| 2001 | Argentyna | brak udziału |
| 2003 | Kolumbia  | 4. miejsce   |
| 2005 | Boliwia   | brak udziału |
| 2007 | Chile     | 6. miejsce   |
| 2009 | Brazylia  | 4. miejsce   |
| 2011 | Peru      | 4. miejsce   |
| 2013 | Peru      | 4. miejsce   |
| 2015 | Kolumbia  | 3. miejsce   |
| 2017 | Kolumbia  | 2. miejsce   |
| 2019 | Peru      | 2. miejsce   |
| 2021 | Kolumbia  | 2. miejsce   |
| 2023 | Brazylia  | 3. miejsce   |

### Igrzyska Panamerykańskie
| Rok  | Miasto         | Miejsce      |
| ---- | -------------- | ------------ |
| 1955 | Meksyk         | brak udziału |
| 1959 | Chicago        | brak udziału |
| 1963 | San Paolo      | brak udziału |
| 1967 | Winnipeg       | brak udziału |
| 1971 | Cali           | 7. miejsce   |
| 1975 | Meksyk         | brak udziału |
| 1979 | San Juan       | brak udziału |
| 1983 | Caracas        | brak udziału |
| 1987 | Indianapolis   | brak udziału |
| 1991 | Hawana         | brak udziału |
| 1995 | Mar del Plata  | brak udziału |
| 1999 | Winnipeg       | brak udziału |
| 2003 | Santo Domingo  | brak udziału |
| 2007 | Rio de Janeiro | brak udziału |
| 2011 | Guadalajara    | brak udziału |
| 2015 | Toronto        | brak udziału |
| 2019 | Lima           | 2. miejsce   |
| 2023 | Santiago       |              |

### Igrzyska Ameryki Środkowej i Karaibów
| Rok  | Miasto                     | Miejsce      |
| ---- | -------------------------- | ------------ |
| 1935 | San Salvador               | ?            |
| 1938 | Panama                     | ?            |
| 1946 | Barranquilla               | brak udziału |
| 1954 | Meksyk                     | ?            |
| 1959 | Caracas                    | brak udziału |
| 1962 | Kingston                   | brak udziału |
| 1966 | San Juan                   | brak udziału |
| 1970 | Panama                     | brak udziału |
| 1974 | Santo Domingo              | brak udziału |
| 1978 | Medellín                   | 4. miejsce   |
| 1982 | Hawana                     | brak udziału |
| 1986 | Santiago de los Caballeros | brak udziału |
| 1990 | Meksyk                     | brak udziału |
| 1993 | Ponce                      | brak udziału |
| 1998 | Maracaibo                  | brak udziału |
| 2002 | San Salvador               | brak udziału |
| 2006 | Cartagena de Indias        | 6. miejsce   |
| 2010 | Mayagüez                   | brak udziału |
| 2014 | Veracruz                   | 6. miejsce   |
| 2018 | Barranquilla               | 2. miejsce   |
| 2023 | San Salvador               | brak udziału |